# نبرد جزیره رنل

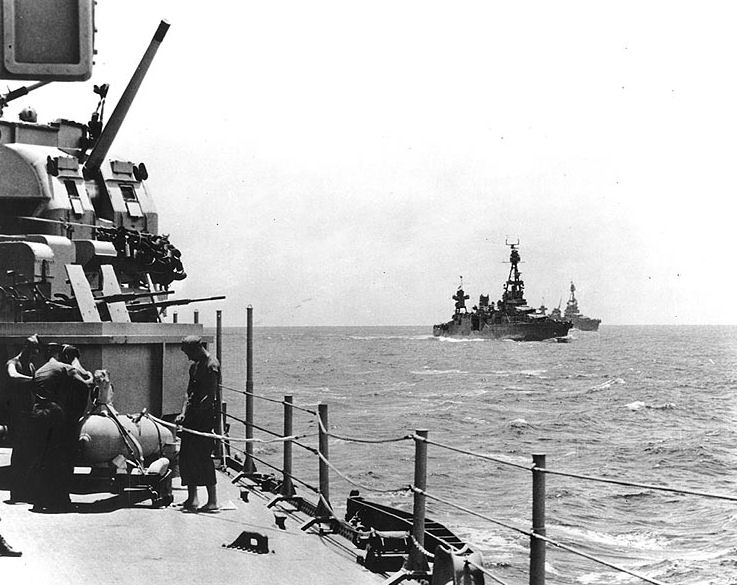
نبرد جزیرهٔ رنل؛ تصویری از روی رزم‌ناو یواس‌اس ویچیتا، رزم‌ناوهای یواس‌اس شیکاگو و یواس‌اس لوئیویل نیز در سوی راست دیده‌می‌شوند.

نبرد جزیرهٔ رنل نبردی بود که در روزهای ۲۹ و ۳۰ ژانویهٔ ۱۹۴۳ میلادی میان نیروهای ایالات متحده آمریکا و استرالیا با امپراتوری ژاپن میان جزیره رنل و گوادال‌کانال در جزایر سلیمان روی‌داد. این واپسین درگیری آبی بزرگ میان نیروی دریایی ایالات متحده آمریکا و نیروی دریایی امپراتوری ژاپن در سلسله‌نبردهای گوادال‌کانال در جریان جنگ جهانی دوم بود.
در این نبرد بمباران هواپیماهای ژاپنی به غرق‌شدن رزم‌ناو یواس‌اس شیکاگو انجامید. دستگاه تبلیغات ژاپنی این موفقیت را بزرگ‌تر جلوه داد و از سوی دیگر آمریکایی‌ها کوشیدند غرق‌شدن این کشتی را پنهان‌دارند. نتیجهٔ این نبرد کامیابی ژاپن‌یها در پس‌راندن نیروی دریایی آمریکا بود.